# Lizzie Williams
Lizzie Williams (Melbourne, 15 augustus 1983) is een Australische wielrenster. Aanvankelijk beëindigde ze haar carrière in 2004, om erna lerares te worden en aan Australian football te doen. In 2014 maakte ze haar comeback en in 2015 en 2016 reed ze voor de Australische ploeg Orica-AIS, in 2017 voor de Amerikaanse ploeg Hagens Berman-Supermint en in 2018 voor Team Tibco.
In 2015 werd ze tweede op het Oceanisch kampioenschap en twintigste op het WK op de weg in Richmond. In 2016 won ze de derde etappe in de Santos Women's Tour.

## Palmares
2015
- Oceanisch kampioenschap op de weg
- SwissEver GP Cham-Hagendorn

2016
- 3e etappe Santos Women's Tour Down Under